# روبرت ويليام وود
روبرت ويليام وود (بالإنجليزية: Robert William Wood)‏ هو رسام أمريكي، ولد في 4 مارس 1889 في Sandgate, Kent ‏ في المملكة المتحدة، وتوفي في 14 مارس 1979 في بيشوب في الولايات المتحدة.